# Мегурень (Хунедоара)
Мегурень, Мегурені (рум. Măgureni) — село у повіті Хунедоара в Румунії. Входить до складу комуни Беріу.
Село розташоване на відстані 257 км на північний захід від Бухареста, 38 км на південний схід від Деви, 124 км на південь від Клуж-Напоки.

## Населення
За даними перепису населення 2002 року у селі проживали 35 осіб, усі — румуни. Усі жителі села рідною мовою назвали румунську.